# USK Praha
O Univerzitní Sportovní Klub (USK) Praha (em português:  Clube Esportivo Universitário Praga), conhecido também apenas como USK Praga, é um clube de basquetebol baseado em Praga, República Checa que atualmente disputa a NBL e a Copa Alpe Ádria. Manda seus jogos no Hala Folimanka com capacidade para 1.300 espectadores.

## Histórico de Temporadas
| Temporada | Nível | Liga | Pos. | J     | PL  | Resultado         | Copa Checa    | Competições internacionais |
| --------- | ----- | ---- | ---- | ----- | --- | ----------------- | ------------- | -------------------------- |
| 2010-11   | 1     | NBL  | 3    | 11-19 | 0-3 | Quartas de finais |               |                            |
| 2011-12   | 1     | NBL  | 6    | 16-20 | 0-3 | Quartas de finais | Semifinalista |                            |
| 2012-13   | 1     | NBL  | 2    | 17-19 | 2-4 | Quartas de finais |               |                            |
| 2013-14   | 1     | NBL  | 9    | 13-29 |     |                   |               |                            |
| 2014-15   | 1     | NBL  | 11   | 13-29 |     |                   |               |                            |
| 2015-16   | 1     | NBL  | 7    | 19-22 | 1-3 | Quartas de finais |               |                            |
| 2016-17   | 1     | NBL  | 4    | 16-15 | 2-4 | Quartas de finais |               |                            |
| 2017-18   | 1     | NBL  |      |       |     |                   |               | R Alpe Ádria SF            |

fonte:eurobasket.com

## Títulos

### Competições domésticas
- Liga Checa

Campeões (3): 1993, 1999–00, 2000–01
Finalistas (3): 1995–96, 1996–97, 1998–99
- Copa da República Checa

Finalistas (2): 1995–96, 2000–01
- Liga Checoslovaca (extinta)

Campeões (11): 1964–65, 1965–66, 1968–69, 1969–70, 1970–71, 1971–72, 1973–74, 1980–81, 1981–82, 1990–91, 1991–92
Finalistas (8): 1962–63, 1963–64, 1966–67, 1967–68, 1972–73, 1975–76, 1976–77, 1992–93

### Competições europeias
- Euroliga

Finalistas (1): 1965–66
3º colocado (1): 1966–67
Semifinalistas (2): 1969–70, 1970–71
- FIBA Copa Saporta (extinta)

Campeões (1): 1968–69
Finalistas (1): 1967–68

### Competições mundiais
- Copa Intercontinental

4º colocado (1): 1970